# (32341) 2000 QG89
2000 QG89 (asteroide 32341) é um asteroide da cintura principal. Possui uma excentricidade de 0.05964880 e uma inclinação de 5.72815º.
Este asteroide foi descoberto no dia 25 de agosto de 2000 por LINEAR em Socorro.